# Банковский билет в миллион фунтов стерлингов
«Банковский билет в миллион фунтов стерлингов» (англ. The Million Pound Note, в прокате США Man with a Million) — британский кинофильм 1954 года. Экранизация одноимённого рассказа Марка Твена. Премьера в Великобритании 7 января 1954 года.

## Сюжет
В 1903 году американец Генри Адамс (Грегори Пек) в результате несчастливого стечения обстоятельств попадает в Британию. Будучи без гроша в кармане, он знакомится с двумя чудаковатыми богачами — братьями Оливером и Родериком Монпелье, которые дают ему конверт с деньгами, но не уточняют сумму.
В конверте оказывается банковский билет в один миллион фунтов стерлингов (колоссальная по тем временам сумма; например, в 2018 году ей соответствовали с учётом инфляции более 119 миллионов фунтов стерлингов). Оказывается, братья поспорили. Оливер утверждал, что владелец билета (первый встречный) сможет спокойно с ним прожить целый месяц, не разменивая. Родерик возражал, что разменять его всё-таки придётся. Адамс узнав, что лежит в конверте, бросился назад, но братья исчезли из страны.
События поначалу подтверждают правоту Оливера. Благодаря билету Адамс начинает жить на широкую ногу: поселяется в шикарном отеле, обедает в лучших ресторанах. В газетах о нём пишут как об эксцентричном миллионере, везде ему всё отпускают в кредит и даже не просят денег. Адамс попадает в высшее общество Лондона и знакомится с очаровательной аристократкой Порцией Лэнсдаун.
Адамс сильно переживает по поводу того, что у него в кармане миллион, но наличных денег, как таковых, нет. Его американский знакомый Ллойд Хастингс предлагает совместное предприятие по разработке рудника в Южной Америке. Всё, что требуется от Адамса — это его имя и знаменитый банковский билет. С таким залогодателем акционеры Хастингса готовы выделить средства на продолжение поисков золота. В самый ответственный момент банковский билет неожиданно пропадает из гостиничного номера Адамса. Имя миллионера и всё его благополучие мгновенно рассеивается как дым. Адамса готовы немедленно выкинуть из отеля на растерзание кредиторам. Родственники Порции требуют, чтобы девушка и думать забыла о проходимце.
Билет, к счастью, находится, и всё заканчивается вполне удачно. Оливер выигрывает спор, а Генри Адамс возвращается к своей невесте.

## В ролях
- Грегори Пек — Генри Адамс
- Джейн Гриффитс — Порция Лэнсдоун
- Рональд Сквайр — Оливер Монпелье
- Морис Денхам — мистер Рид
- Реджинальд Беквит — Рок
- Брайан Оултон — Ллойд
- Джон Слэйтер — Парсонс
- Вилбур Эванс — американский посол
- Хартли Пауэр — Гастингс
- Уилфрид Гайд-Уайт — Родерик Монпелье
- Брайан Форбс — Тодд
- Джордж Дивайн — хозяин закусочной
- Джоан Хиксон — хозяйка закусочной